# Scilla lilio-hyacinthus
Scilla lilio-hyacinthus är en sparrisväxtart som beskrevs av Carl von Linné. Scilla lilio-hyacinthus ingår i släktet blåstjärnesläktet, och familjen sparrisväxter. Inga underarter finns listade i Catalogue of Life.

## Bildgalleri

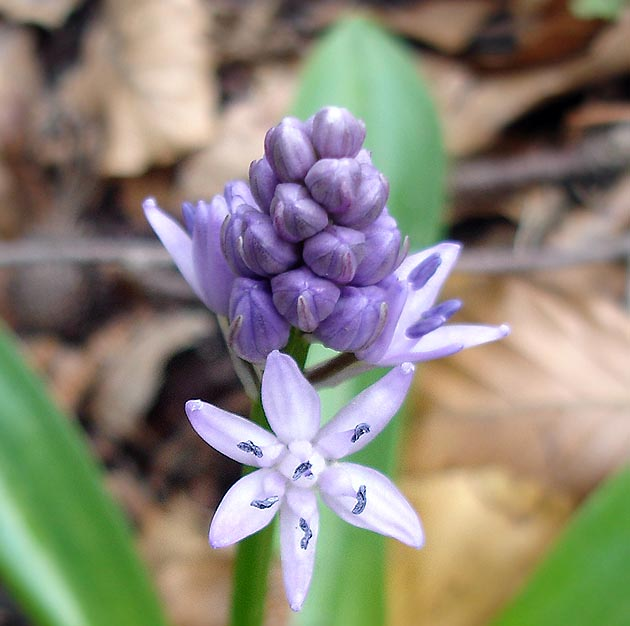
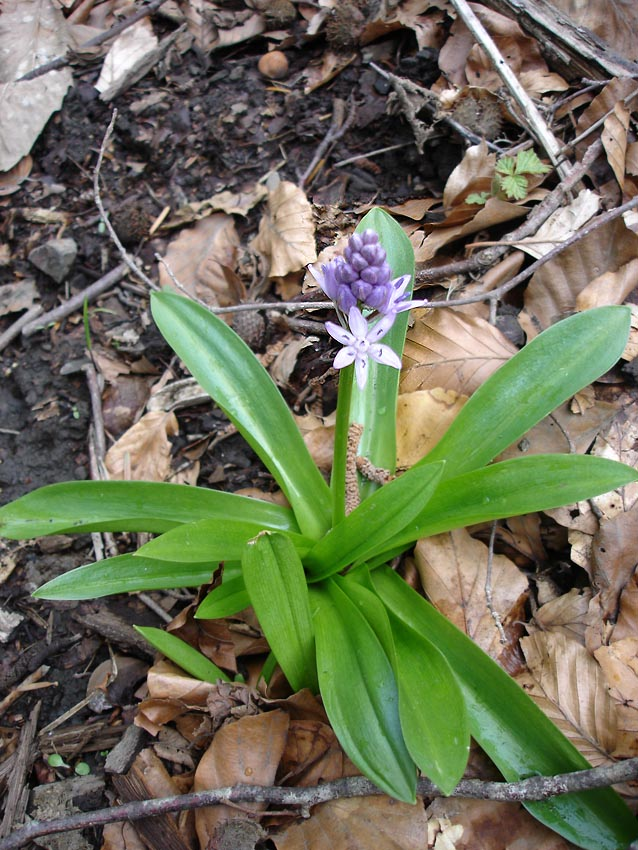
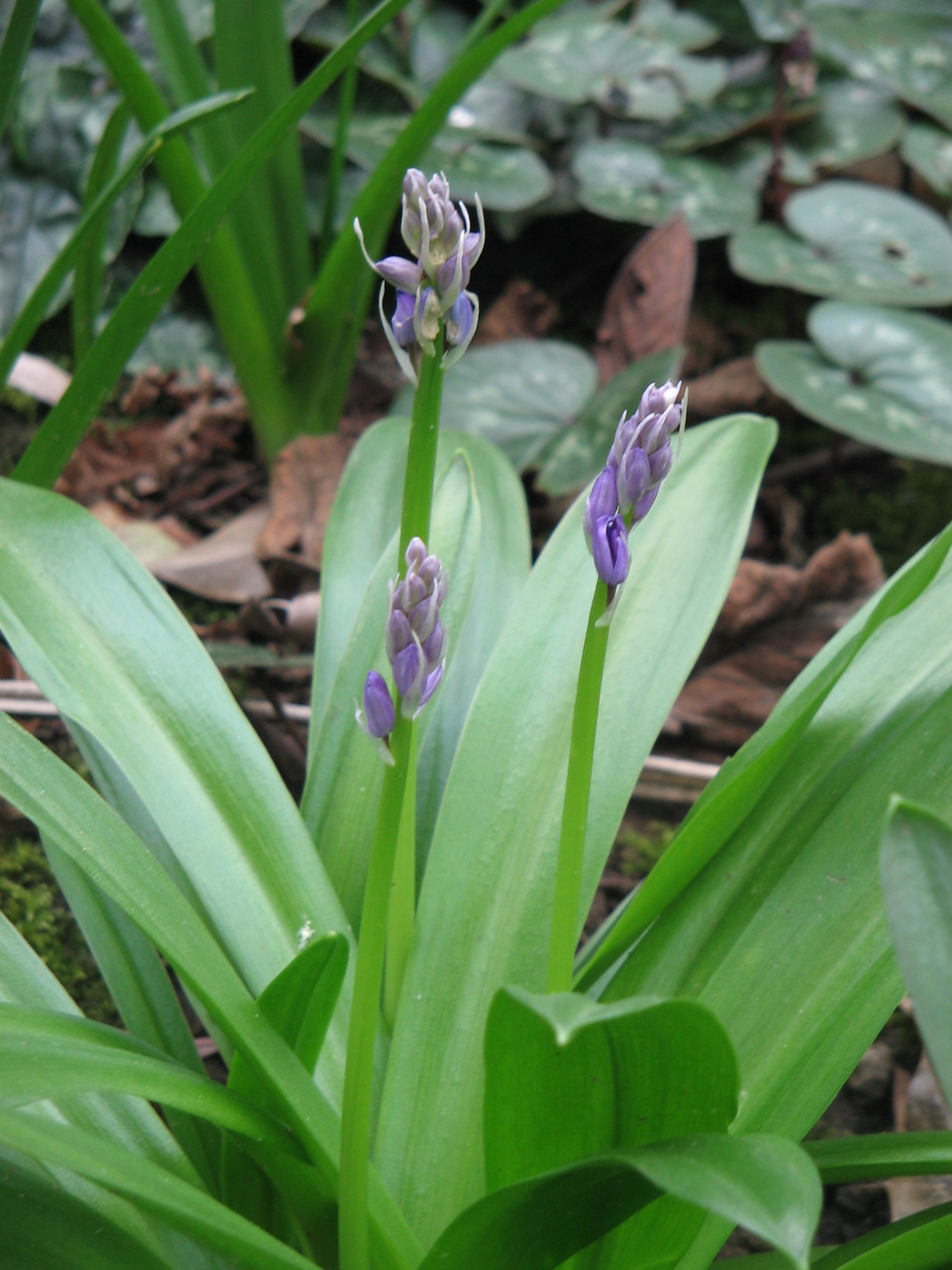
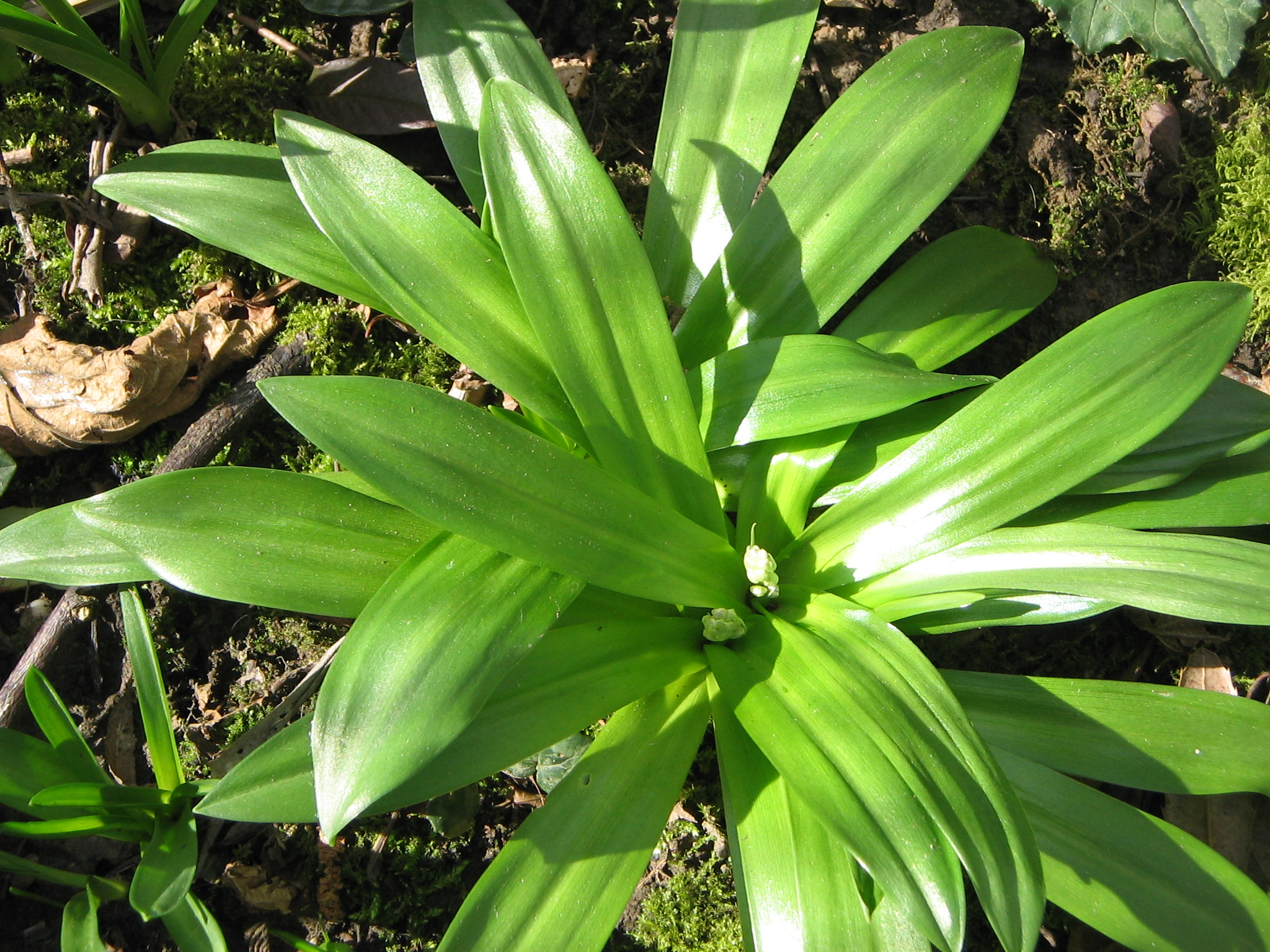
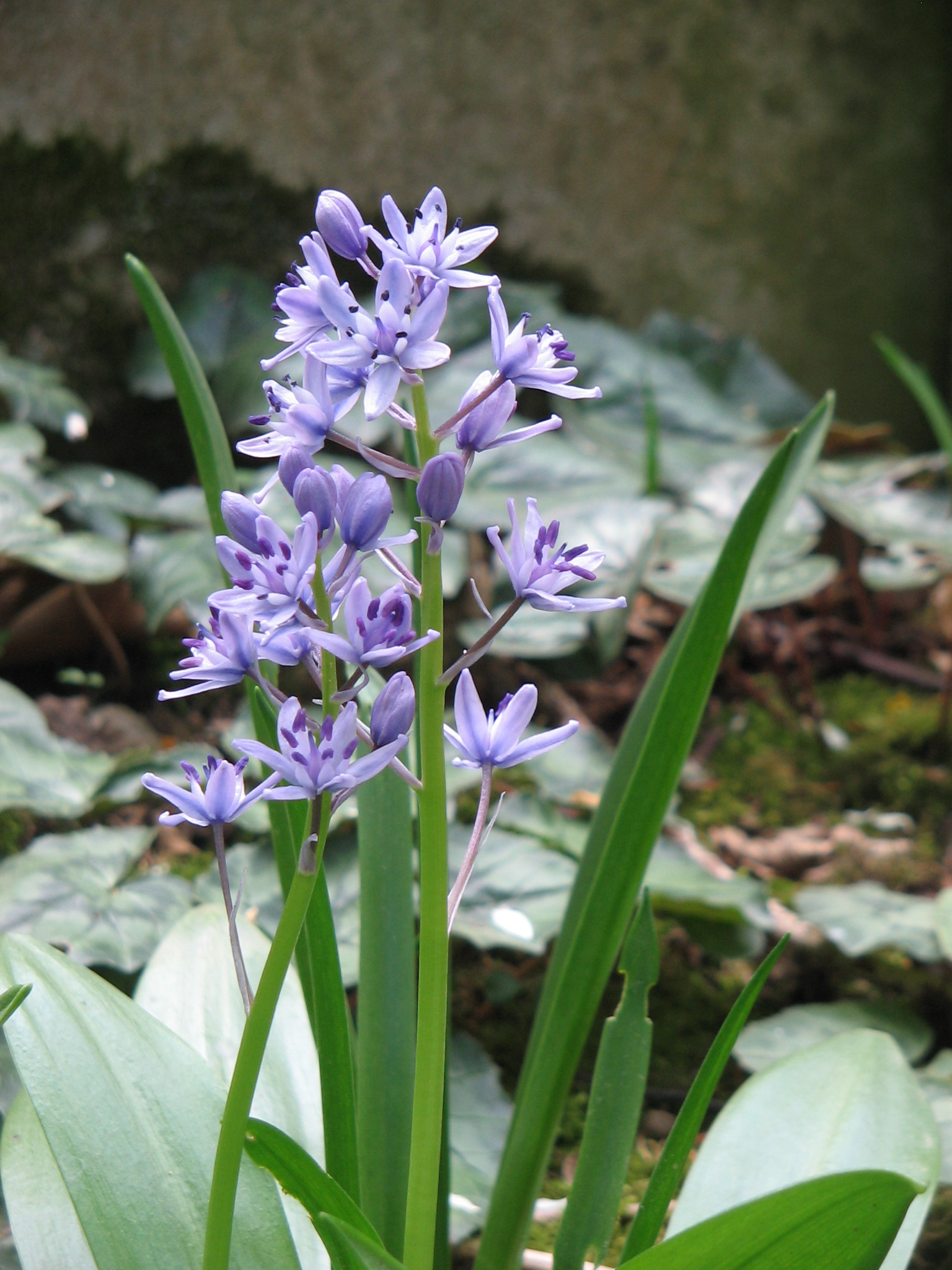
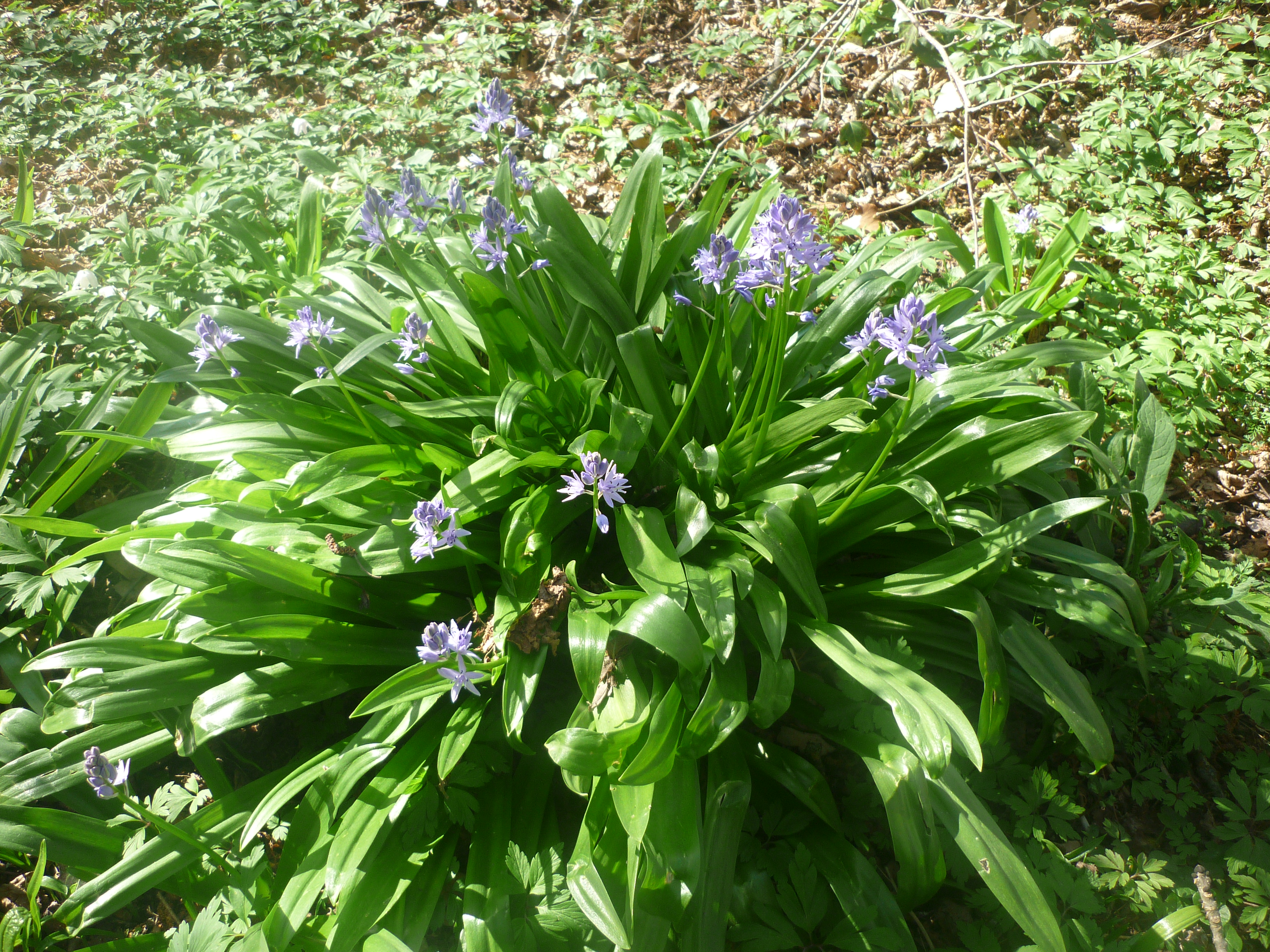
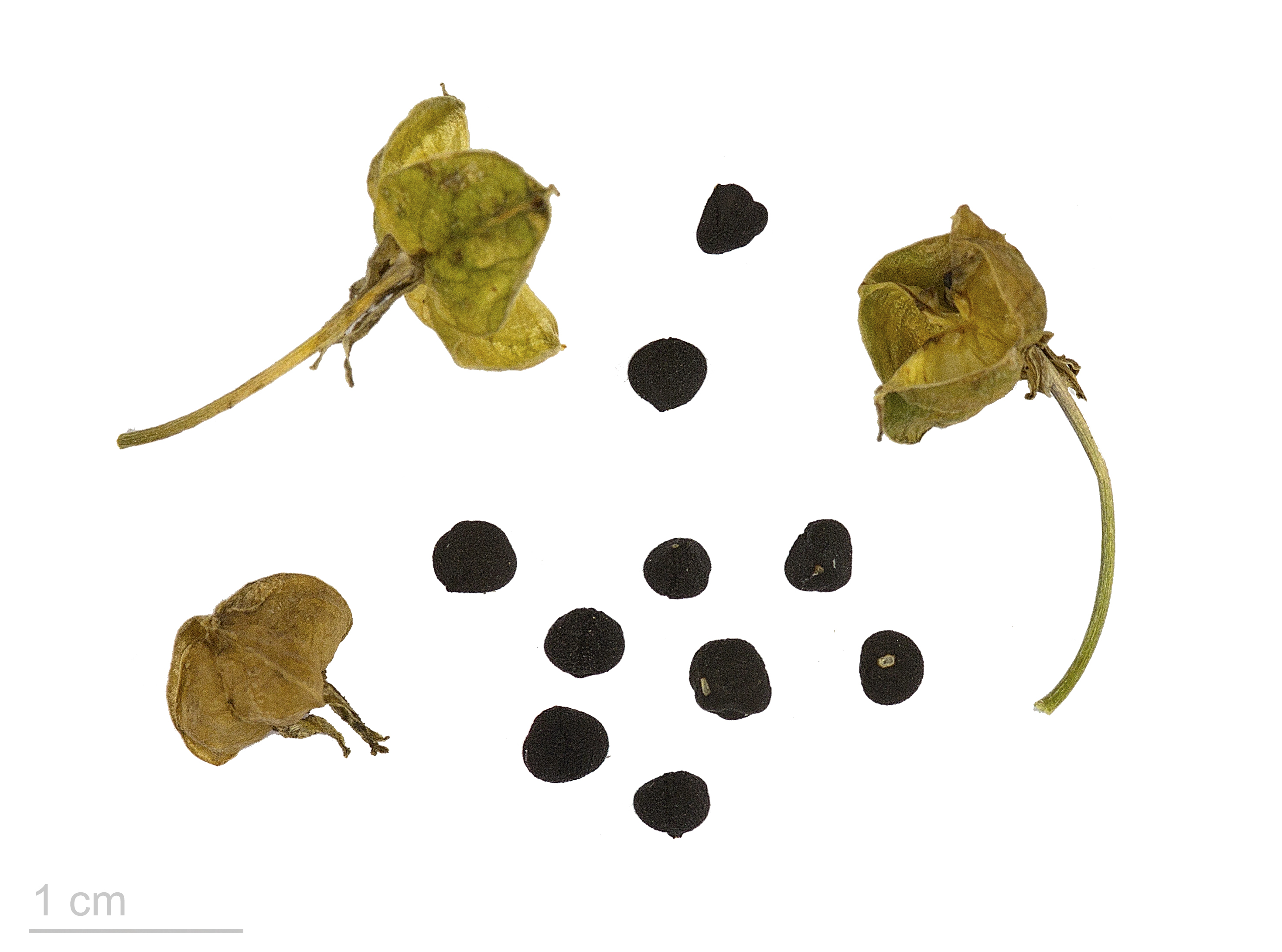
Tractema lilio-hyacinthus - Museum specimen